# Ломело
Ломѐло (на италиански: Lomello, на местен диалект: Lumè, Луме) е село и община в Северна Италия, провинция Павия, регион Ломбардия. Разположено е на 96 m надморска височина. Населението на общината е 2167 души (към 2017 г.).